# Tweede divisie (vrouwenhandbal) 2018/19
De tweede divisie is de op twee na hoogste afdeling van het Nederlandse handbal bij de dames op landelijk niveau. De tweede divisie bestaat uit twee gelijkwaardige onafhankelijke groepen/competities (A en B), elk bestaande uit twaalf teams met een eigen kampioen en degradanten.

## Opzet
- De twee kampioenen promoveren rechtstreeks naar de eerste divisie (mits er niet al een hogere ploeg van dezelfde vereniging in de eerste divisie speelt).
- De ploegen die als een-na-laatste (elfde) en laatste (twaalfde) eindigen degraderen rechtstreeks naar de hoofdklasse.
- De twee ploegen die in elk der tweede divisies als tiende eindigen, spelen op neutraal terrein een beslissingswedstrijd om uit te maken wie zich handhaaft of ook degradeert.

Er promoveren dus 2 ploegen, en er degraderen 5 (gelijk aan het aantal hoofdklassen bij de dames) ploegen.

## Tweede divisie A

### Teams
| Ploeg                            | Plaats           | Provincie     | Hal                     |
| -------------------------------- | ---------------- | ------------- | ----------------------- |
| Tabak Installatietechniek/D.O.S. | Emmer-Compascuum | Drenthe       | De Klabbe               |
| D.S.O.                           | Den Helder       | Noord-Holland | de Slenk                |
| Geel-Zwart                       | 't Zand          | Noord-Holland | de Multitreffer         |
| Havas                            | Almere           | Flevoland     | Sporthal Indische Buurt |
| PCA/Kwiek 2                      | Raalte           | Overijssel    | Sporthal Tijenraan      |
| Westfriesland/SEW 2              | Nibbixwoud       | Noord-Holland | de Bloesem              |
| De Tukkers                       | Albergen         | Overijssel    | Sportpark het Loarkamp  |
| Vido                             | Purmerend        | Noord-Holland | de Vaart                |
| OTTO Work Force/VOC 2            | Amsterdam        | Noord-Holland | Elzenhagen              |
| Commandeur/VVW                   | Wervershoof      | Noord-Holland | de Dars                 |
| Gastvrij/Wijhe '92               | Wijhe            | Overijssel    | Sportpark Wijhe         |
| Zenderen Vooruit/Bornerbroek     | Zenderen         | Overijssel    | Sporthal 't Wooldrik    |

### Stand
| Pos | Team                                 | Wed | W  | G | V  | Ptn | DV  | DT  | +/−  | Opmerking                                                |
| --- | ------------------------------------ | --- | -- | - | -- | --- | --- | --- | ---- | -------------------------------------------------------- |
| 1   | De Tukkers (K, P)                    | 22  | 16 | 1 | 5  | 33  | 605 | 503 | +102 | Promoveert naar de eerste divisie                        |
| 2   | Westfriesland/SEW 2                  | 22  | 14 | 2 | 6  | 30  | 546 | 491 | +55  |                                                          |
| 3   | D.S.O.                               | 22  | 14 | 1 | 7  | 29  | 624 | 559 | +65  |                                                          |
| 4   | Havas                                | 22  | 13 | 1 | 8  | 27  | 564 | 526 | +38  |                                                          |
| 5   | OTTO Work Force/VOC 2                | 22  | 12 | 2 | 8  | 26  | 626 | 534 | +92  |                                                          |
| 6   | Zenderen Vooruit/Bornerbroek         | 22  | 12 | 1 | 9  | 25  | 544 | 494 | +50  |                                                          |
| 7   | Geel-Zwart                           | 22  | 12 | 1 | 9  | 25  | 612 | 590 | +22  |                                                          |
| 8   | PCA/Kwiek 2                          | 22  | 11 | 1 | 10 | 23  | 561 | 547 | +14  |                                                          |
| 9   | Commandeur/VVW                       | 22  | 10 | 1 | 11 | 21  | 533 | 516 | +17  |                                                          |
| 10  | Gastvrij/Wijhe '92                   | 22  | 5  | 3 | 14 | 13  | 533 | 576 | −43  | Beslissingswedstrijd voor degradatie naar de hoofdklasse |
| 11  | Tabak Installatietechniek/D.O.S. (R) | 22  | 5  | 2 | 15 | 12  | 443 | 555 | −112 | Degradeert naar de hoofdklasse                           |
| 12  | Vido (R)                             | 22  | 0  | 0 | 22 | 0   | 412 | 712 | −300 | Degradeert naar de hoofdklasse                           |

### Uitslagen
| Thuis \ Uit                      | DOS   | DSO   | GEE   | HAV   | KWI   | SEW   | TUK   | VID   | VOC   | VVW   | WIJ   | Z&B   |
| -------------------------------- | ----- | ----- | ----- | ----- | ----- | ----- | ----- | ----- | ----- | ----- | ----- | ----- |
| Tabak Installatietechniek/D.O.S. |       | 26–21 | 23–14 | 17–22 | 19–27 | 24–30 | 20–27 | 26–15 | 21–21 | 19–31 | 24–20 | 15–21 |
| D.S.O.                           | 35–18 |       | 29–29 | 25–24 | 22–26 | 25–24 | 31–30 | 37–19 | 32–20 | 34–18 | 37–30 | 26–24 |
| Geel-Zwart                       | 33–14 | 27–35 |       | 38–29 | 23–29 | 22–21 | 28–30 | 39–22 | 35–30 | 31–30 | 29–25 | 30–25 |
| Havas                            | 23–18 | 21–19 | 32–26 |       | 26–20 | 23–20 | 28–26 | 35–18 | 32–21 | 20–19 | 25–23 | 26–29 |
| PCA/Kwiek 2                      | 36–21 | 30–25 | 23–31 | 24–23 |       | 23–26 | 22–34 | 30–19 | 27–25 | 29–22 | 22–22 | 28–20 |
| Westfriesland/SEW 2              | 33–19 | 25–23 | 27–20 | 23–23 | 25–24 |       | 27–19 | 32–18 | 25–24 | 19–19 | 31–18 | 19–17 |
| De Tukkers                       | 24–15 | 25–28 | 28–23 | 30–20 | 30–20 | 28–12 |       | 28–17 | 38–18 | 29–28 | 33–28 | 23–16 |
| Vido                             | 20–22 | 25–34 | 23–34 | 27–35 | 23–32 | 16–30 | 17–33 |       | 19–40 | 16–29 | 27–33 | 11–35 |
| OTTO Work Force/VOC 2            | 24–24 | 36–28 | 35–23 | 30–24 | 28–26 | 33–21 | 37–14 | 38–13 |       | 26–17 | 38–18 | 36–21 |
| Commandeur/VVW                   | 26–20 | 29–22 | 28–29 | 23–25 | 27–17 | 19–21 | 21–27 | 25–15 | 25–23 |       | 22–20 | 33–32 |
| Gastvrij/Wijhe '92               | 26–19 | 28–29 | 22–23 | 23–22 | 30–23 | 26–32 | 29–29 | 32–20 | 21–23 | 23–26 |       | 17–17 |
| Zenderen Vooruit/Bornerbroek     | 26–19 | 25–27 | 30–25 | 27–26 | 26–23 | 28–23 | 18–20 | 33–12 | 30–20 | 19–16 | 25–19 |       |

## Tweede divisie B

### Teams
| Ploeg              | Plaats     | Provincie     | Hal                       |
| ------------------ | ---------- | ------------- | ------------------------- |
| Herpertz/Bevo HC   | Panningen  | Limburg       | de Heuf                   |
| BSAC               | Venlo      | Limburg       | d'n Adelaer               |
| Dongen             | Dongen     | Noord-Brabant | De Salamander             |
| Foreholte 2        | Voorhout   | Zuid-Holland  | De Tulp                   |
| Nieuwegein         | Nieuwegein | Utrecht       | Galecop                   |
| Oliveo             | Pijnacker  | Zuid-Holland  | Het Nest                  |
| PSV                | Eindhoven  | Noord-Brabant | de Vijfkamp               |
| United Breda       | Breda      | Noord-Brabant | Haagse Beemden            |
| VENECO/VELO        | Wateringen | Zuid-Holland  | Velohal                   |
| Sima Sport/Ventura | Schiedam   | Zuid-Holland  | Sporthal Willem Alexander |
| WPK/Westlandia     | Naaldwijk  | Zuid-Holland  | De Pijl                   |

### Stand
| Pos | Team               | Wed | W  | G | V  | Ptn | DV  | DT  | +/−  | Opmerking                                                |
| --- | ------------------ | --- | -- | - | -- | --- | --- | --- | ---- | -------------------------------------------------------- |
| 1   | VENECO/VELO (K, P) | 20  | 18 | 0 | 2  | 36  | 535 | 408 | +127 | Promoveert naar de eerste divisie                        |
| 2   | PSV Handbal (P)    | 20  | 16 | 0 | 4  | 32  | 586 | 450 | +136 |                                                          |
| 3   | Herpertz/Bevo HC   | 20  | 13 | 1 | 6  | 27  | 473 | 432 | +41  |                                                          |
| 4   | Sima Sport/Ventura | 20  | 12 | 1 | 7  | 25  | 534 | 461 | +73  |                                                          |
| 5   | Dongen             | 20  | 11 | 2 | 7  | 24  | 472 | 442 | +30  |                                                          |
| 6   | BSAC               | 20  | 8  | 2 | 10 | 18  | 458 | 455 | +3   |                                                          |
| 7   | Oliveo             | 20  | 8  | 2 | 10 | 18  | 520 | 541 | −21  |                                                          |
| 8   | Foreholte 2        | 20  | 7  | 1 | 12 | 15  | 512 | 521 | −9   |                                                          |
| 9   | WPK/Westlandia     | 20  | 6  | 2 | 12 | 14  | 441 | 463 | −22  |                                                          |
| 10  | United Breda       | 20  | 3  | 3 | 14 | 9   | 435 | 538 | −103 | Beslissingswedstrijd voor degradatie naar de hoofdklasse |
| 11  | Nieuwegein (R)     | 20  | 1  | 0 | 19 | 2   | 398 | 653 | −255 | Degradeert naar de hoofdklasse                           |

### Uitslagen
| Thuis \ Uit        | BEV   | BSA   | DNG   | FOR   | NIE   | OLI   | PSV   | UNB   | VEL   | VNT   | WLA   |
| ------------------ | ----- | ----- | ----- | ----- | ----- | ----- | ----- | ----- | ----- | ----- | ----- |
| Herpertz/Bevo HC   |       | 24–16 | 20–14 | 29–23 | 38–18 | 34–23 | 21–22 | 21–12 | 23–21 | 25–23 | 22–20 |
| BSAC               | 21–22 |       | 16–16 | 25–23 | 30–13 | 30–20 | 21–24 | 16–14 | 15–22 | 19–21 | 28–17 |
| Dongen             | 22–12 | 28–30 |       | 29–29 | 30–14 | 22–27 | 27–23 | 27–12 | 18–24 | 25–24 | 20–15 |
| Foreholte 2        | 21–22 | 22–25 | 23–28 |       | 37–22 | 21–22 | 29–28 | 30–23 | 20–31 | 32–20 | 22–21 |
| Nieuwegein         | 21–35 | 20–29 | 19–25 | 18–34 |       | 18–29 | 25–31 | 25–22 | 19–38 | 20–31 | 24–26 |
| Oliveo             | 22–25 | 33–31 | 28–34 | 24–25 | 36–20 |       | 34–36 | 36–29 | 22–23 | 25–31 | 21–16 |
| PSV Handbal        | 31–21 | 28–22 | 31–16 | 36–25 | 41–22 | 41–16 |       | 30–22 | 23–24 | 26–15 | 27–22 |
| United Breda       | 20–20 | 24–24 | 19–28 | 32–29 | 33–19 | 29–29 | 24–35 |       | 20–26 | 18–36 | 18–26 |
| VENECO/VELO        | 28–22 | 28–18 | 27–15 | 29–20 | 35–24 | 26–20 | 21–20 | 27–20 |       | 24–27 | 20–19 |
| Sima Sport/Ventura | 22–13 | 31–24 | 29–22 | 30–26 | 38–20 | 26–29 | 23–25 | 33–19 | 26–31 |       | 29–19 |
| WPK/Westlandia     | 32–24 | 25–18 | 20–26 | 27–21 | 35–17 | 24–24 | 20–28 | 21–25 | 17–30 | 19–19 |       |

## Beslissingswedstrijd voor handhaving/degradatie
De beide nummers 10 van de afzonderlijke groepen/competities spelen, op neutraal terrein (de Bloemhof te Aalsmeer), onderling een beslissingswedstrijd om te bepalen wie zich handhaaft in de tweede divisie of degradeert naar de hoofdklasse.
| 13 april 2019 | Gastvrij/Wijhe '92 | 34–31 | United Breda | De Bloemhof |
| 13 april 2019 |                    |       |              | De Bloemhof |
| 13 april 2019 |                    |       |              | De Bloemhof |

Vanwege het zich terugtrekken van Morrenhof Jansen/Dalfsen uit de Eredivisie, kwam een proces op gang van het herhaald doorschuiven (promoveren) van een team uit een lagere divisie/klasse. Zo ontstond er ook een extra plek in de tweede divisie. Deze plek werd opgevuld door United Breda de degradatie te besparen.

## Rangorde wedstrijden
De nummers 2 van de afzonderlijke groepen/competities spelen, op neutraal terrein (de Bloemhof te Aalsmeer), een zogenaamde rangorde wedstrijd.
In geval er e.g. door het terugtrekken van ploegen in de hogere divisies extra ploegen kunnen promoveren, bepaalt het resultaat van deze wedstrijd welke ploeg als eerste het recht tot promotie heeft.
| 13 april 2019 | PSV Handbal | 31–26 | Westfriesland/SEW 2 | De Bloemhof |
| 13 april 2019 |             |       |                     | De Bloemhof |
| 13 april 2019 |             |       |                     | De Bloemhof |

Met het zich terugtrekken van Morrenhof Jansen/Dalfsen uit de eredivisie, werd promotie voor PSV Handbal een feit.